# Angela Gheorghiu
Angela Gheorghiu (spreek uit: Gheorghíu, ghe/ghi als Frans gue/gui; Adjud, 7 september 1965) is een Roemeense operazangeres en een van de beroemdste sopranen van haar generatie. Ze was tot 2013 gehuwd met de Franse tenor Roberto Alagna, met wie ze veel heeft samengewerkt.

## Biografie
Angela Gheorghiu, geboren Burlacu, begon als scholiere reeds met zingen op de muziekschool in haar geboortestad. Toen ze veertien jaar oud was werd de getalenteerde jonge zangeres naar een speciale muziekschool in Boekarest gestuurd, om daarna aan het conservatorium te gaan studeren. Op 23-jarige leeftijd vertolkte ze Mimì (La bohème) in haar debuutvoorstelling in het operatheater van Cluj.
Na de politieke omwenteling in Roemenië vertrok Gheorghiu in 1990 naar Londen, waar ze aangenomen werd bij de Royal Opera. Haar internationale debuut maakt ze in 1992 in Covent Garden als Zerlina (Don Giovanni). Daarna begon haar zegetocht langs de theaters: in 1992 zong ze voor het eerst in de Wiener Staatsoper in Wenen (L'elisir d'amore) en in Hamburg, in 1993 debuteerde ze in de Metropolitan Opera in New York (La bohème). Naast de diverse operaproducties waarin ze speelt, heeft Gheorghiu inmiddels ook een groot aantal studio-opnames gemaakt.
In 1994 gaf Sir Georg Solti haar de hoofdrol in een nieuwe productie van La traviata. Met haar vertolking van Violetta verwierf Gheorghiu wereldfaam.

## Werk
Angela Gheorghiu is een lyrische sopraan met een groot bereik en een vrij donkere stem, ook in staat spinto-partijen te zingen. Ze staat bekend als een vurig actrice met een intense rolinterpretatie en richt zich vooral op het Italiaanse repertoire (met name Verdi, Puccini en de veristische school). Daarnaast vertolkt ze, mede onder invloed van haar echtgenoot, veel Franse rollen en legt ze zich toe op Roemeense muziek, of het nu opera, liederen of orthodoxe kerkmuziek is.
Gheorghiu concentreert zich in haar repertoire op een aantal rollen waarmee ze grote affiniteit heeft, met name Violetta (La traviata), Mimì (La bohème), Magda (La rondine), Adina (L'elisir d'amore) en Julia (Romeo en Julia). In 2003 debuteerde ze als Nedda in I Pagliacci en als Marguerite in Faust, een rol die ze sindsdien vaak vertolkt. In 2003 maakte ze ook een studio-opname van Bizets Carmen (met dirigent Michel Plasson en haar echtgenoot, Roberto Alagna). Hoewel de rol van Carmen geschreven is voor mezzosopraan, bracht Gheorghiu juist met haar brede palet de jeugd, sensualiteit en breekbaarheid van de rol voortreffelijk tot uiting. 

### Discografie
| - Madama Butterfly (2008) - Puccini (2005) - 25 jaar Koningin Beatrix 1980-2005 (2005) - Diva (2004) - The essential Angela Gheorghiu (2004) - Carmen (2003) - Il trovatore (2002) - Mysterium (2001) - Requiem (2001) - Casta Diva (2001) - Tosca (2001) - Verdi Heroines (2000) - Manon (2000) - Live from Covent Garden (2000) | - La rondine (2000) - La bohème (1999) - Werther (1999) - Il trittico (1999) - Romeo en Julia (1998) - My World (1998) - Verdi per due (1998) - Sir Georg Solti Celebration (1998) - L'elisir d'amore (1996) - Arias (1996) - Duets and Arias (1996) - Puccini Experience (1995) - La traviata (1994) |